# Araucaria schmidii
Araucaria schmidii (араукарія Шміда) — вид хвойних рослин родини араукарієвих.

## Поширення, екологія
Цей вид можна знайти тільки в гірських вологих лісах на північному сході Нової Каледонії. Це єдина араукарія Новій Каледонії, що росте виключно на неультраосновних ґрунтах.

## Морфологія
Дерево до 30 м заввишки з численними висхідними гілками. Кора сіра, відлущуючись в довгі смуги 10–15 см. Молоді листки ланцетні, 18 мм довжиною 2 мм в ширину і 1,5 мм товщиною, голчасті, гострі, вершина вигнута. Дорослі листки ланцетні, 7–10 мм довжиною 1,5–2 мм шириною, голчасті, вершина вигнута. Чоловічі шишки близько 5 см в довжину і товщиною 1,5 см. Жіночі шишки досягають в довжину від 9 до 11 см і діаметр від 7 до 9 см.

## Загрози та охорона
Невеликий розмір населення, обмежене поширення та обмежена екологічна ніша роблять цю породу схильною до випадкових явищ, які можуть вплинути на особину або загальне середовище проживання. Потенційні загрози включають в себе впровадження патогенів, таких як Phytopthora або поганих погодних явищ. Вся популяція перебуває в фр. Mont Panié Special Botanical Reserve.